# Rodney Robert Porter
Rodney Robert Porter (Newton-le-Willows, 8 ottobre 1917 – Winchester, 7 settembre 1985) è stato un biochimico inglese, premio Nobel per la medicina nel 1972, insieme a Gerald Edelman, per la scoperta della struttura dell'anticorpo.

## Biografia
Si laureò a Cambridge nel 1948, e lavorò per il National Institute of Medical Research per undici anni, dal 1949 al 1960, prima di trasferirsi al  St. Mary's Hospital Medical School--University of London e di diventare Professore di Immunologia.
Insegnò anche a Londra e ad Oxford. Nel 1967 venne nominato Whitley Professor of Biochemistry alla Oxford University.

## Attività scientifica
Nel 1972 ricevette il Premio Nobel per la Medicina insieme a Gerald Edelman, per aver determinato l'esatta struttura chimica degli anticorpi.
Scoprì infatti che essi hanno tutti una costituzione principale comune, nella quale si discerne una porzione immutabile ed una mutabile; quest'ultima determina l'alta specificità di queste proteine anticorpali.